# Cerro de la Estrella (estación)
Cerro de la Estrella es una de las estaciones que forman parte del Metro de Ciudad de México, perteneciente a la Línea 8. Se ubica al oriente de la Ciudad de México, en la alcaldía Iztapalapa.

## Información general

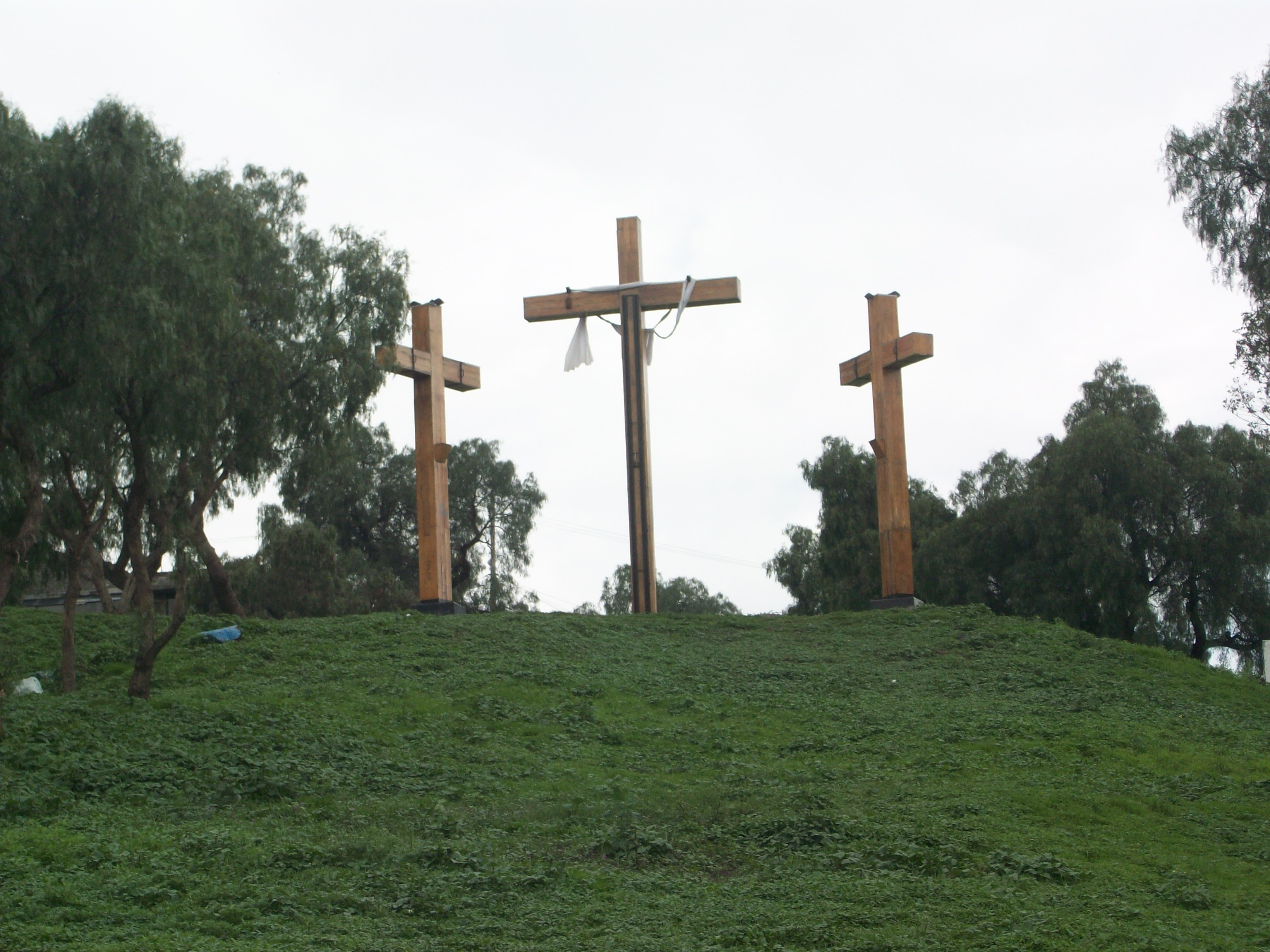
Cruces para la representación de la pasión y muerte de Jesús en las faldas del Cerro de la Estrella.

Se ubica sobre la calzada Ermita Iztapalapa, al pie de las estribaciones del Cerro de la Estrella. El icono representa gráficamente el nombre de la estación, ya que muestra un cerro con una estrella al fondo y tres cruces, ya que en la alcaldía Iztapalapa, desde hace 190 años cada año durante Semana Santa se representa la pasión y muerte de Jesús, y es precisamente en dicho cerro donde se representa la Crucifixión.
La ceremonia del Fuego Nuevo se realiza actualmente el día 19 de noviembre de cada año en el Cerro de la Estrella (Huizachtépetl), como parte de los festejos de tradición de los pueblos originarios, tomando como base las fechas en las que se realizaba dicho ritual durante el siglo XVI. Coincidiendo astronómicamente con el paso cenital de las Pléyades durante ese siglo, aunque en la actualidad ocurre 8 días después. En tiempos de los aztecas, esta ceremonia se efectuaba cada 52 años cuando las Pléyades se encuentran en el cenit, lo cual significaba el fin de un ciclo y el inicio de otro; y en consecuencia, la continuidad de la vida. También en ese lugar existe la llamada "Cueva del Diablo", ya que, según los habitantes de la demarcación, la persona que entra nunca más vuelve a ver la luz del día.

## Afluencia
La estación Cerro de la Estrella se encuentra ubicada como la estación número 14, de un total de 19, por el número de pasajeros que la transitan anualmente con un total de 3,551,540. La siguiente tabla muestra el promedio de usuarios por día:
| Tipo de día   | Afluencia promedio |
| ------------- | ------------------ |
| Día festivo   | 7,324              |
| Día laboral   | 10,700             |
| Fin de semana | 7,658              |
| Anual         | 9,730              |

La siguiente tabla muestra la afluencia de la estación en los últimos 10 años:
| Afluencia Anual de Pasajeros | Afluencia Anual de Pasajeros | Afluencia Anual de Pasajeros | Afluencia Anual de Pasajeros | Afluencia Anual de Pasajeros | Afluencia Anual de Pasajeros |
| ---------------------------- | ---------------------------- | ---------------------------- | ---------------------------- | ---------------------------- | ---------------------------- |
| Año                          | Afluencia                    | A Diario                     | Ranking                      | Incremento                   | Ref.                         |
| 2023                         | 3,831,839                    | 10,498                       | 115°/195                     | +11.39%                      | [ 3 ]                        |
| 2022                         | 3,440,151                    | 9,425                        | 122°/175                     | +31.97%                      | [ 4 ]                        |
| 2021                         | 2,606,672                    | 7,141                        | 120°/195                     | +18.20%                      | [ 5 ]                        |
| 2020                         | 2,205,399                    | 6,025                        | 147°/195                     | -45.88%                      | [ 6 ]                        |
| 2019                         | 4,074,999                    | 11,164                       | 148°/195                     | -5.80%                       | [ 7 ]                        |
| 2018                         | 4,326,059                    | 11,852                       | 141°/195                     | +6.49%                       | [ 8 ]                        |
| 2017                         | 4,062,511                    | 11,130                       | 141°/195                     | +1.01%                       | [ 9 ]                        |
| 2016                         | 4,022,013                    | 10,989                       | 143°/195                     | +8.92%                       | [ 10 ]                       |
| 2015                         | 3,692,482                    | 10,116                       | 139°/195                     | -11.08%                      | [ 11 ]                       |
| 2014                         | 4,152,718                    | 11,377                       | 131°/195                     | -4.89%                       | [ 12 ]                       |

## Conectividad

### Salidas
- Nororiente: Eje 8 Sur Calzada Ermita-Iztapalapa casi esq. con Eje 5 Oriente Av. Javier Rojo Gómez, Barrio San Miguel
- Suroriente: Eje 8 Sur Calzada Ermita-Iztapalapa y Av. Camino Real a San Lorenzo, Colonia El Molino.
- Norponiente: Eje 8 Sur Calzada Ermita-Iztapalapa casi esq. con Eje 5 Oriente Av. Javier Rojo Gómez, Barrio San Miguel.
- Surponiente: Eje 8 Sur Calzada Ermita-Iztapalapa y Calle Francisco Sarabia, Colonia El Molino.

## Sitios de interés
- Cerro de la Estrella